# Aachen
Aachen (od zapadno-germanskog Ahha = "Voda", latinski: Aquisgranum ili Aquae Granni, ripuarski: Oche, francuski: Aix-la-Chapelle, nizozemski: Aken) grad je u Sjevernoj Rajni-Vestfaliji u Njemačkoj, blizu njemačko-belgijsko-nizozemske tromeđe.

## Stanovništvo i gospodarstvo
Aachen ima 257.935 stanovnika (stanje 2008.) te raznovrsnu industriju (metalo-prerađivačka, strojogradnja, staklarska i tekstilna industrija i dr.) koja se rano razvila na temelju manufakturne proizvodnje i nalazišta ugljena i drugih ruda u blizini. Poznatiji proizvodi iz Aachena su: automobilske gume, staklo, igle, čokolada i medenjaci (Aachener Printen).
Aachen je važno kulturno i turističko središte. U njemu se nalazi, u europskim razmjerima znamenita, stolna Aachenska katedrala iz 8. stoljeća – tzv. Dvorska kapela Karla Velikog u kojoj se nalaze grobnice Karla Velikog i Otona III., te riznica. Znameniti su i Gradska vijećnica iz 15. stoljeća te Biskupsko sjedište, ali i Visoka tehnološka škola, knjižnice, gradski arhiv, muzeji i poznato lječilište (Bad Aachen) na termomineralnim vrelima (rimsko naselje Aquae Grani).

## Povijest
Osnovan je u doba rimskoga gospodstva. U rimsko doba zvao se Aquae Grani, u srednjem vijeku Aquisgranum po imenu keltskoga boga Grana (lat. Granus). Kralj Pipin stanovao je neko vrijeme u Aachenu (756.—765.). Karlo Veliki prenio je sjedište franačkih kraljeva u Aachen,  dao je izgraditi dvor i katedralu, te Aachen proglasio glavnim gradom Karolinškog carstva. U katedrali su okrunjeni gotovo svi carevi Svetog Rimskog Carstva do 1531. godine.
Karlo Veliki je Aachen ukrasio umjetninama, što ih je dao prenijeti iz Ravenne, i dao da se još za njegova života u gradu okruni njegov sin Ludvik. Međutim je Ludvik, kad je postao carem, brzo dao smanjiti raskoš dvora svojega oca, smatrajući je protukršćanskom, i uveo skromnost na svim poljima. Car Fridrik I. dao je Aachen okružiti bedemima (1172.—1176.) i dao mu je, kao i car Fridrik II., znatne povlastice. Godine 1250. potvrđeni su Aachenu njegovi gradski statuti. 
Stradanja za vjerskih ratova u 16. stoljeću i izbor Frankfurta na Majni za krunidbeni grad njemačkih vladara (1562.) uzrokuje opadanje Aachena.
Kad se stao razvijati protestantizam, nova struja je u Aachenu našla mnogo pristaša, koji su godine 1580. istisnuli katolički gradski magistrat, na što je Aachen 1598. godine udaren državnim progonom. 
I ponovo, početkom 17. stoljeća, za Jiilijskog nasljednog rata, došli su protestanti do većine, ali su i opet bili potisnuti (1614.). Kako već car Ferdinand nije bio krunjen u Aachenu, nego je krunidba bila prenesena u Frankfurt, Aachen je izgubio mnogo od svog ugleda, a kad su uto došle i vjerske borbe i zatim 1656. i golem požar, Aachen je stao sve više propadati.
Godine 1794. Francuzi su okupirali grad, a 1801. priključen je Francuskoj, da bi 1815. pripao Pruskoj. 
Mirom u Lunevilleu pripade Aachen Francuskoj (1801.), a 1815. postade pruskim gradom.	
U 2. svjetskom ratu bio je teško razoren u borbama za prilaz Ruhru te je bio prvi njemački grad koje je pao u ruke Saveznika u 2.svjetskom ratu

## Šport
Alemannia Aachen je poznati nogometni klub iz Aachena, član 2. Bundeslige, koji je u sezoni 2006./2007. igrao u 1. Bundesligi. Svoje utakmice igra na stadionu Tivoli, kapaciteta 21.632 mjesta.

## Zbratimljeni gradovi
|  | - Reims (Francuska), od 1967. - Halifax/Calderdale (Velika Britanija), od 1979. - Toledo (Španjolska), od 1985. - Ningbo (Kina), od 1986. - Naumburg (Saska-Anhalt, Njemačka), od 1988. |  | - Arlington (Virginia, SAD), od 1993. - Kaapstad (Južna Afrika), od 1999. - Kostroma (Rusija), od 2001. - Sarıyer (Turska), od 2013. |

## Vanjske poveznice
- Službena stranica

### Ostali projekti
|  | Zajednički poslužitelj ima još gradiva o temi Aachen |